# Cimareme (Karangtengah)
Cimareme is een bestuurslaag in het regentschap Garut van de provincie West-Java, Indonesië. Cimareme telt 3900 inwoners (volkstelling 2010).